# Yekaterina Shikhova
Yekaterina Vladimirovna Shikova (en russe : Екатерина Владимировна Шихова) est une patineuse de vitesse russe née le 25 juin 1985 à Saint-Pétersbourg. Elle a participé aux Jeux olympiques d'hiver en 2010 à Vancouver, puis en 2014 à Sotchi.

## Palmarès en patinage de vitesse
- Jeux olympiques
  - Jeux olympiques d'hiver de 2010 : 7e à la poursuite par équipes, 8e au 1 500 m et 11e en 1 000 m.
  - Jeux olympiques d'hiver de 2014 : 15e au 1 000 m et 3 000 m, 3e à la poursuite par équipes.

- Championnats du monde toutes épreuves
  -  : Médaille de bronze en 2013 à Hamar.